# آلپین (نیویورک)
آلپین (به انگلیسی: Alpine) یک منطقهٔ مسکونی در ایالات متحده آمریکا است که در شهرستان اسکایلر، نیویورک واقع شده‌است. آلپین ۳۵۵٫۱ متر بالاتر از سطح دریا واقع شده‌است.